# Хьюз, Джесси
Дже́сси Хьюз (англ. Jesse Hughes; род. 24 сентября 1972) — американский музыкант из Гринвилля, штат Южная Каролина. Он получил известность в качестве фронтмена калифорнийской рок-группы Eagles of Death Metal. По словам Хьюза, наибольшее влияние на него как музыканта оказал Литл Ричард.

## Биография
Мать Хьюза Джо Эллен с семилетним Джесси переехали в Палм-Дезерт. В средней школе он подружился с Джошом Хомме, после того как Джош защитил его от хулигана. Хьюз получил специальность журналиста в Гринвилльском техническом колледже и несколько лет проработал менеджером в местной компании Video Depot.
В 1998 году Джесси Хьюз и Джош Хомме основали группу Eagles of Death Metal. По словам Хьюза, когда он пристрастился к наркотикам во время записи второго альбома группы Death by Sexy, Джош спас ему жизнь и не только отвёз в реабилитационный центр, но и заплатил за лечение.
Хьюз записывается под различными псевдонимами, среди которых «J. Devil» (или просто «The Devil»), «Boots Electric» и «Fabulous Weapon». В интервью он рассказал, что прозвище Дьявол ему дал Джош Хомме, когда они были подростками.
Его дебютный сольный альбом Honkey Kong, записанный под сценическим именем Boots Electric при участии Мани Марка, вышел в сентябре 2011 года.
13 ноября 2015 года оказался в числе заложников в театре «Батаклан» в Париже во время теракта, но сумел бежать из здания.